# Gran Premi d'Itàlia del 1996

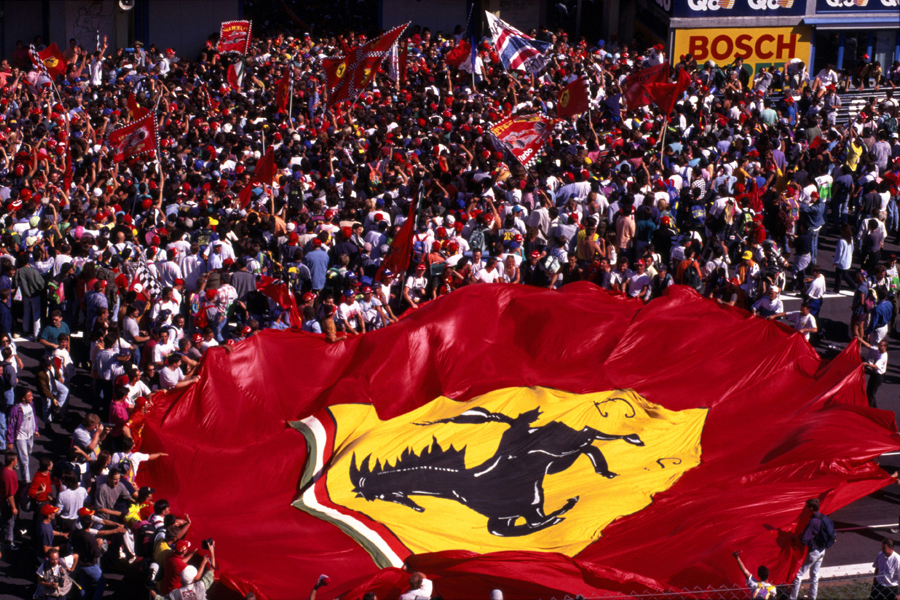
Seguidors italians "tifosi" de Ferrari durant la cursa.

Resultats del Gran Premi d'Itàlia de Fórmula 1 de la temporada 1996 disputat al circuit de Monza el 8 de setembre del 1996.

## Resultats
| Pos | No | Pilot                 | Equip                  | Voltes | Temps/ Retirada  | Pos. de sortida | Punts |
| --- | -- | --------------------- | ---------------------- | ------ | ---------------- | --------------- | ----- |
| 1   | 1  | Michael Schumacher    | Ferrari                | 53     | 1h 17' 43. 632   | 3               | 10    |
| 2   | 3  | Jean Alesi            | Benetton - Renault     | 53     | + 18.265 s       | 6               | 6     |
| 3   | 7  | Mika Häkkinen         | McLaren - Mercedes     | 53     | + 1' 06.635 min. | 4               | 4     |
| 4   | 12 | Martin Brundle        | Jordan - Peugeot       | 53     | + 1' 25.217 s    | 9               | 3     |
| 5   | 11 | Rubens Barrichello    | Jordan - Peugeot       | 53     | + 1' 25.475 s    | 10              | 2     |
| 6   | 10 | Pedro Diniz           | Ligier - Mugen - Honda | 52     | + 1 Volta        | 14              | 1     |
| 7   | 6  | Jacques Villeneuve    | Williams - Renault     | 52     | + 1 Volta        | 2               |       |
| 8   | 17 | Jos Verstappen        | Footwork - Hart        | 52     | + 1 Volta        | 15              |       |
| 9   | 14 | Johnny Herbert        | Sauber - Ford          | 51     | Motor            | 12              |       |
| 10  | 18 | Ukyo Katayama         | Tyrrell - Yamaha       | 51     | + 2 Voltes       | 16              |       |
| Ret | 16 | Ricardo Rosset        | Footwork - Hart        | 36     | Virolla          | 19              |       |
| Ret | 2  | Eddie Irvine          | Ferrari                | 23     | Virolla          | 7               |       |
| Ret | 20 | Pedro Lamy            | Minardi - Ford         | 12     | Motor            | 18              |       |
| Ret | 19 | Mika Salo             | Tyrrell - Yamaha       | 9      | Motor            | 17              |       |
| Ret | 15 | Heinz-Harald Frentzen | Sauber - Ford          | 7      | Virolla          | 13              |       |
| Ret | 5  | Damon Hill            | Williams - Renault     | 5      | Virolla          | 1               |       |
| Ret | 21 | Giovanni Lavaggi      | Minardi - Ford         | 5      | Motor            | 20              |       |
| Ret | 4  | Gerhard Berger        | Benetton - Renault     | 4      | Hidràulics       | 8               |       |
| Ret | 9  | Olivier Panis         | Ligier - Mugen – Honda | 2      | Virolla          | 11              |       |
| Ret | 8  | David Coulthard       | McLaren - Mercedes     | 1      | Virolla          | 5               |       |

## Altres
- Pole: Damon Hill 1' 24. 204

- Volta ràpida: Michael Schumacher 1' 26. 110 (a la volta 50)